# Championnat de France de rugby à XV 1976-1977
Navigation
Édition précédente Édition suivante
La Première Division est divisée en deux groupes de cinq poules. L'élite (Groupe A) est constituée de cinq poules de huit clubs. À l'issue de la phase qualificative, 25 équipes du Groupe A sont qualifiés pour les 1/16e de finale ainsi que sept équipes (sur 40) du Groupe B.
Les 1/16e de finale se disputent en matchs aller-retour sur terrain neutre.
L'épreuve se poursuit ensuite par élimination sur un match à chaque tour sur terrain neutre.
L'AS Béziers remporte le Championnat de France de rugby à XV de première division 1976-1977 après avoir battu l'USA Perpignan en finale.
Béziers remporte le Bouclier de Brennus pour la cinquième fois pendant les années 1970, un trophée qui échappe à Perpignan depuis 1955. 

## Phase de qualification du Groupe A
Les équipes du Groupe A qualifiées pour les 16e de finale sont en vert. Les équipes du Groupe A en rose joueront en Groupe B en 1977-1978.
Tous les clubs qui n'ont pas eu de joueur suspendu à l'issue des matchs aller reçoivent un point de bonus au classement. Tous les clubs qui n'ont pas eu de joueur suspendu à l'issue des matchs retour reçoivent deux points de bonus au classement. Ces bonus ne sont plus pris en compte une fois les 32 équipes qualifiées. De ce fait, par exemple, Toulon qui finit 4e de sa poule retrouve sa deuxième place.